# Karl Gottfried Böse
Karl Gottfried Böse (auch: Karl Georg Böse) (* 26. Dezember 1828 in Ahndeich, heute Butjadingen; † 24. Oktober 1886 in Wiesbaden) war ein deutscher Lehrer und Autor. 

## Familie
Karl Gottfried Böse war ein Sohn des Lehrers Johann Hermann Böse und seiner Ehefrau Margarethe Elisabeth geb. Schumacher. Böse war seit 1858 verheiratet mit Emilie Amalie Rosalie geborene Siegismund (1835–1912). 

## Beruflicher Werdegang

Großherzogtum Oldenburg, Zeichner: K. G. Böse (1861)

- 1855–1862 Gesammtgymnasium Jever (Provisorischer Lehrer)
- bis 1874 Grundschule Heiligengeisttor in Oldenburg (Oldb) (Hauptlehrer und 1871 Rektor)
- 1874–1885 Königliches Schullehrer-Seminarium Soest (Erster Lehrer)

Böse promovierte 1872 an der Universität Leipzig mit der Dissertation Ueber Sinneswahrnehmung und deren Entwicklung zur Intelligenz zum Dr. phil.

## Werke
- Karl Gottfried Böse (Hrsg.): Das Grossherzogthum Oldenburg. Topographisch-statistische Beschreibung desselben. Gerhard Stalling, Oldenburg 1861 (online).
- Gesamtverzeichnis der Literatur siehe im Göttinger Universitätskatalog[2].
- Gesamtverzeichnis des deutschsprachigen Schrifttums. K. G. Saur Verlag, München 1980 (Google Books). GV 1700–1910, Band 19 Seite 44.